# هامبورگ ایرویز
هامبورگ ایرویز (انگلیسی: Hamburg Airways) شرکت هواپیمایی آلمانی است، که در سال ۲۰۱۰ تأسیس شد‌